# Marsan (ort i Azerbajdzjan)
Marsan är en ort i Azerbajdzjan.   Den ligger i distriktet Qax Rayonu, i den nordvästra delen av landet, 290 km väster om huvudstaden Baku. Marsan ligger 215 meter över havet och antalet invånare är 775.
Terrängen runt Marsan är platt åt sydväst, men åt nordost är den kuperad. Närmaste större samhälle är Qax, 13,5 km öster om Marsan.
Omgivningarna runt Marsan är en mosaik av jordbruksmark och naturlig växtlighet. Runt Marsan är det ganska glesbefolkat, med 35 invånare per kvadratkilometer.